# Хронофилия
Хронофилия — это любой тип сексуального влечения, обусловленного возрастом. Нетипичными формами хронофилии, относящимися к несовершеннолетним, являются инфантофилия, или непиофилия (влечение к младенцам), педофилия (по отношению к маленьким детям), гебефилия (ранние подростки) и эфебофилия (поздние подростки). Атипичными хронофилиями, связанными со взрослыми, являются мезофилия и геронтофилия. Единственной типичной формой хронофилии является телеофилия (влечение к взрослым).
Доктор Майкл С. Сето, исследователь в области хронофилий и сексуальных преступлений против детей, считает, что некоторые хронофилии возникают из-за ошибок в определении возраста.

## Этимология
Термин хронофилия (chrono (время) + philia (любовь)) был введён психологом и сексологом Джоном Мани для описания формы парафилии, при которой индивидуум испытывает сексуальное влечение, ограниченное лицами определённого возраста. Этот термин не получил широкого распространения среди сексологов, которые вместо этого используют термины, относящиеся к конкретному возрастному диапазону, о котором идёт речь. Спорным историческим предшественником была концепция «фетишизма возраста» Ричарда фон Крафт-Эбинга.

## Исследования
Большинство хронофилий практически не изучены, особенно мезофилия и геронтофилия. Существующий объём исследований по этой теме в основном сосредоточен на мужчинах.
Хронофилии, связанные с сексуальным влечением к несовершеннолетним (такие как педофилия и гебефилия), имеют значительно больший объём современных научных исследований по сравнению с другими.

## Сексуальные предпочтения, основанные на возрасте
- Сексуальная фиксация на несовершеннолетних
  - Педогебефилия относится к расширению и классификации педофилии и гебефилии с подгруппами, предложенными во время разработки DSM-5.[6] В более широком смысле это относится к сексуальным привязанностям. Согласно предлагаемым изменениям, людям, которые в результате этого становятся дисфункциональными, будет поставлен диагноз педогебефилического расстройства. Люди были бы разбиты на типы, основанные на идее зацикленности на одной, другой или обеих подгруппах. Предлагаемая редакция не была утверждена для включения в окончательную опубликованную версию DSM-5.
    - Инфантофилия (непиофилия) — это подтип педофилии, описывающий сексуальную фиксацию на детях младше 5 лет (включая малышей и младенцев).
    - Педофилия — это психологическое расстройство, при котором взрослый или подросток старшего возраста испытывает сексуальную фиксацию на подростках препубертатного возраста.[7][8] Согласно пятому изданию Диагностического и статистического руководства по психическим расстройствам, педофилия — это парафилия, при которой человек испытывает сильные сексуальные влечения к детям и периодически испытывает сексуальные влечения к детям и фантазии о них. Педофильское расстройство также определяется как психологическое расстройство, при котором человек соответствует вышеуказанным критериям педофилии, а также либо действует в соответствии с этими побуждениями, либо, как следствие, испытывает дистресс или трудности в межличностных отношениях.[9][10] Диагноз может быть поставлен в соответствии с критериями DSM или МКБ для лиц в возрасте 16 лет и старше.[11][12]

  - Фиксация на подростках
    - Гебефилия и эфебофилия — это сексуальные зацикленности на подростках, достигших половой зрелости, и постпубертатных юношах соответственно.[13] Термин гебефилия был введён Бернардом Глюком в 1955 году.[14]
- Влечение к взрослым
  - Телеофилия — сексуальное предпочтение взрослых.[15] Термин был введён Раем Блэнчардом в 2000 году и получил меньшее общественное признание.[16]
  - Мезофилия — сексуальное предпочтение взрослых людей среднего возраста. Термин был введён Майклом Сето в 2016 году.[17]
  - Геронтофилия — это сексуальное предпочтение пожилых людей.[18]